# Acanthaspidia hanseni
Acanthaspidia hanseni är en kräftdjursart som beskrevs av Yakov Avadievich Birstein 1963. Acanthaspidia hanseni ingår i släktet Acanthaspidia och familjen Acanthaspidiidae. Inga underarter finns listade i Catalogue of Life.